# Restrepiella
Restrepiella là một chi thực vật có hoa trong họ Lan.